# Thomism
Thomism är den form av teologiskt och filosofiskt tänkande som utgår från Thomas av Aquino, som särskilt bedrivits inom dominikanorden, och som haft ett starkt inflytande inom den katolska kyrkan, inte minst under 1800-talet. Motsvarande ansatser under 1900-talet kallas ofta nythomism och analytisk thomism. Modern thomism är även en viktig källa för kristdemokratin.
Thomismen förenar grekisk filosofi och kristen teologi.

## Thomismens tankar
1. Filosofisk realism: Människan består av två delar – kroppen och själen. Själen är unik för varje människa.
2. Moralisk objektivism: Något kan vara moraliskt rätt eller fel – inte på grund av Guds vilja – utan på grund av Hans intellekt och essens. Moralisk objektivism utesluter moralisk subjektivism exempelvis människors, eller gudars, åsikter, känslor och så vidare.
3. Teleologi: Universum styrs och utformas av något utanför universum. Även dess syfte ligger utanför universum.
4. Fri vilja: Människans intellekt råder viljan, och därför kan hon även ställas till svars.
5. Sinnenas roll: Sinnena är passiva mottagare. Intellektet kan dock, genom viljan, styra vad och på vilket sätt intryck mottages via sinnena.
6. Empirism: Inget kan finnas i intellektet om det inte först upplevts av ett sinne.
7. Själens subjektiva bas: I människans själ finns en subjektiv bas till all kunskap.
8. Odödlighet: Den mänskliga själen är av naturen odödlig.